# 小行星12152
小行星12152（12152 Aratus）是一颗绕太阳运转的小行星，为主小行星带小行星。该小行星于1971年3月19日发现。

## 轨道参数
小行星12152的轨道半长轴为334 836 366 km，2.2382110 UA，离心率为0.021。